# Edwin L. Norris

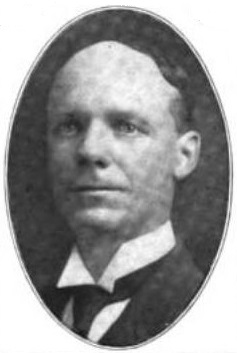
Edwin L. Norris

Edwin Lee Norris (* 15. August 1865 im Cumberland County, Kentucky; † 25. April 1924 in Great Falls, Montana) war ein US-amerikanischer Politiker (Demokratische Partei) und von 1908 bis 1913 der fünfte Gouverneur des Bundesstaates Montana.

## Frühe Jahre
Edwin Norris besuchte bis 1886 die Southern Normal School in Bowling Green. Im Jahr 1888 zog er nach Montana, wo er Jura studierte. Nachdem er 1889 als Anwalt zugelassen wurde, begann er eine juristische Laufbahn. Fünf Jahre lang war er Anwalt der Stadt Dillon. Zwischen 1896 und 1900 saß Norris im Senat von Montana, im Jahr 1899 war er Präsident dieser Kammer.

## Gouverneur von Montana
1904 wurde er zum Vizegouverneur von Montana gewählt. Nach dem am 1. April 1908 erfolgten Rücktritt des amtierenden Gouverneurs Joseph Toole musste Norris als Stellvertreter dessen Amt übernehmen. Im weiteren Verlauf des Jahres wurde er bei den regulären Gouverneurswahlen für vier weitere Jahre in diesem Amt bestätigt.
In seiner Amtszeit wurden unter anderem neue Gesetze erlassen, die sich gegen Diskriminierungen bei Lebensversicherungen wandten. Auch neue Arbeitsschutzgesetze wurden verabschiedet, wovon besonders die Bergarbeiter in den Kohlebergwerken des Landes profitierten. Auch im Gesundheitswesen wurden einige Verbesserungen eingeführt. Nach dem Ende seiner Amtszeit zog sich Norris aus der Politik zurück und widmete sich seinen privaten Interessen. Er verstarb am 25. April 1924. Edwin Norris war mit Bettie Wilkins verheiratet.